# Ålebæk (Aalborg Kommune)
 For alternative betydninger, se Ålebæk. (Se også artikler, som begynder med Ålebæk)
Ålebæk er en lille landsby med ca. 30 husstande. Ålebæk er beliggende 3 kilometer vest for Hals i sydøst Vendsyssel. Landsbyen er beliggende i Aalborg Kommune og hører under Region Nordjylland.

## Om landsbyen
Husstandene består primært af gårde og nedlagte landbrug. De fleste har adresse på Ålborgvej. Ålebæks indbyggere benytter byfunktionerne i Hals.